# Lembach (Lauter)
Der Lembach ist ein gut 1,4 km langer Bach im rheinland-pfälzischen Landkreis Südwestpfalz, der auf dem Gebiet der zur Verbandsgemeinde Hauenstein gehörenden Ortsgemeinde Wilgartswiesen verläuft. Er ist ein östlicher und linker Zufluss der Lauter, die am Ober- und Mittellauf Wieslauter genannt wird, und fließt innerhalb des Mittelgebirgsteils Frankenweide.

## Geographie

### Quellbäche
Der Lembach entsteht westlich des 398,1 m hohen Lembachecks durch den Zusammenfluss zweier Quellbäche.

#### Rechter Quellbach
Der etwa 0,7 km lange, nordnordöstliche und rechte Quellbach hat ein Einzugsgebiet von etwa 53 ha und wird als Teil des hydrologischen Hauptstrangs (GKZ 237214) angesehen.
Er entspringt auf einer Höhe von 336,7 m direkt nördlich eines Waldwegs in einem Mischwald südlich der Wetthöhe aus der Lembachquelle. Er unterquert sogleich den Weg, fließt dann in südsüdwestlicher Richtung am Westfuß des mit Buchenwald bedeckten Lembachecks durch ein enges und auf beiden Seiten bewaldetes Kerbtal. Er fließt danach östlich der Flur Forstwiese in einen kleinen Stauteich und vereinigt sich dort auf einer Höhe von 255 m mit dem linken Quellbach (⊙).

#### Linker Quellbach
Der etwa 0,6 km lange, östliche und linke Quellbach hat ein Einzugsgebiet von etwa 85 ha und wird, obwohl er ein größeres Einzugsgebiet hat, amtlicherseits nur als ein Zufluss des Lembachs (GKZ 2372142) angesehen.
Er entspringt auf einer Höhe von 301 m aus der Zweiten Lembachquelle in einem Laubwald zwischen dem Lembacheck im Norden und dem 404,4 m hohen Pfaffenberg im Süden (⊙). Er fließt zunächst etwa 30 m in Richtung Norden, biegt dann nach Westen ab und läuft anschließend in einem engen Tal zwischen Laubwald auf der linken Seite und Mischwald auf der rechten am Nordfuß des Pfaffenbergs entlang. Ungefähr 200 m bachabwärts unterquert er einen Waldweg, den er nach weiteren 200 m abermals kreuzt. Schließlich fließt er im Bereich der Forstwiese mit dem rechten Quellbach zusammen.

### Weiterer Verlauf

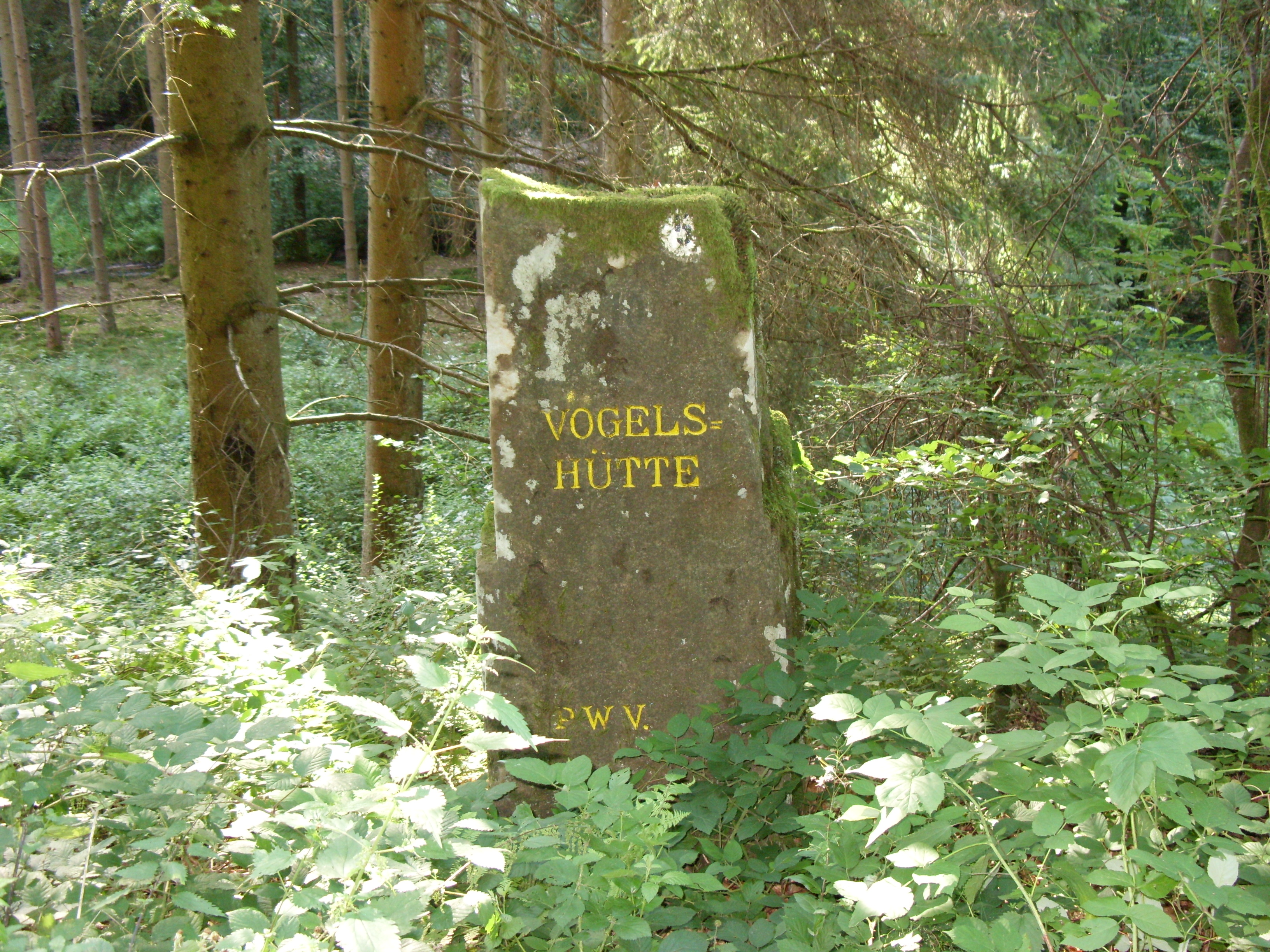
Ritterstein 38 Vogelshütte
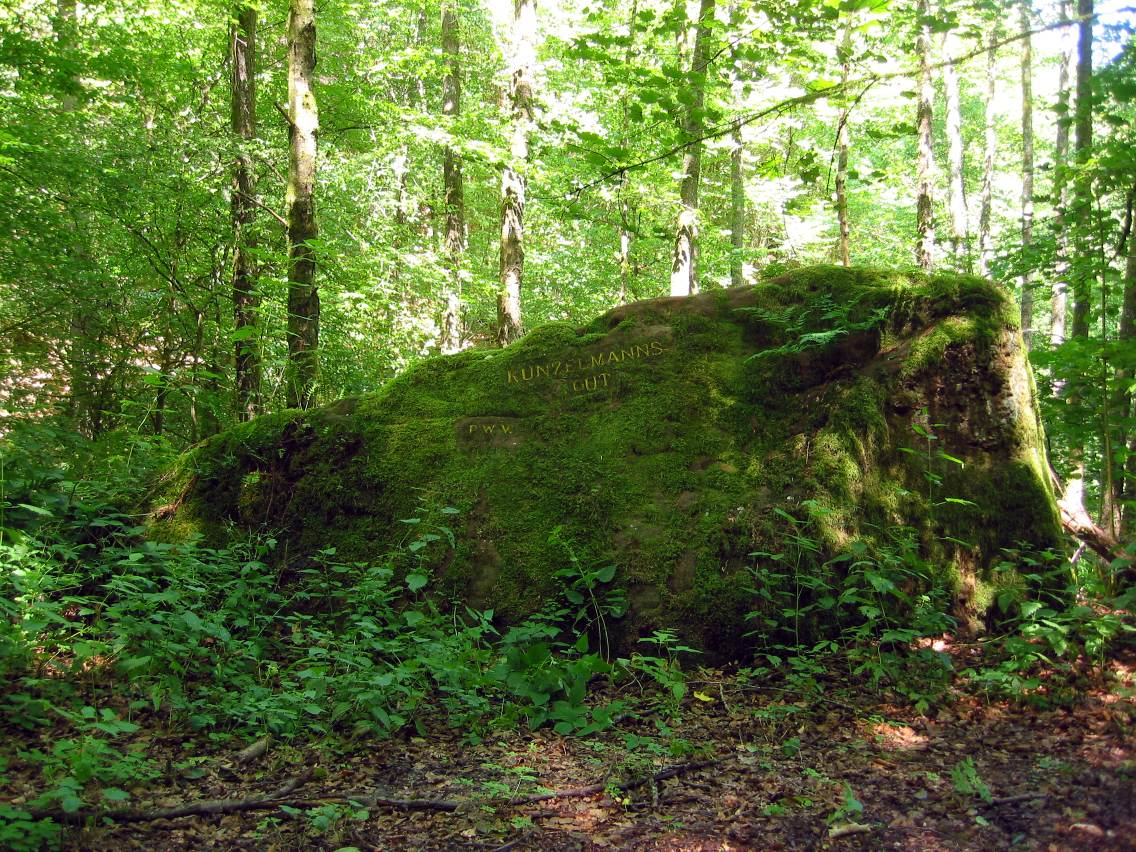
Ritterstein 39 Kunzelmannsgut

Kurz nach der Vereinigung seiner beiden Quellbäche wird der Lembach auf seiner linken Seite von einem weiteren, nur 200 m langen Quellast gespeist. Er läuft dann, beiderseits begleitet von Waldwegen, nördlich des Pfaffenbergs weiter durch die Flur Forstwiese und wird etwas später zum 50 m langen Schüßlersteich gestaut. Nach etwa 250 m endet der nördliche Waldweg, und der Bach wird von einem Steg überbrückt. 150 m weiter läuft ihm auf der linken Seite der knapp 200 m lange Abfluss aus der Mainberger Quelle zu.
Der Lembach unterquert noch einen Waldweg und mündet schließlich im Zieglertal südlich eines kleinen Teiches direkt an der Gemeindegrenze von Wilgartswiesen zu Münchweiler an der Rodalb auf einer Höhe von etwa 231 m von links in die aus dem Norden heranziehende Wieslauter. Oberhalb bzw. unterhalb der Lembachmündung stehen im Zieglertal zwei Rittersteine, die an ehemalige Niederlassungen erinnern, Nr. 38 an den Waldbauernhof Vogelshütte und Nr. 39 an das herrschaftliche Kunzelmannsgut.
Der gut 1,4 km lange Lauf des Lembachs endet ungefähr 106 Höhenmeter unterhalb des Ursprungs seines rechten Quellbachs, er hat somit ein mittleres Sohlgefälle von etwa 74 ‰.

### Einzugsgebiet
Das 2,0 km² große Einzugsgebiet des Lembachs liegt im südwestlichen Pfälzerwald; es wird durch den Bach über die Lauter und den Rhein zur Nordsee entwässert.
Es grenzt
- im Nordosten an das Einzugsgebiet des Wetthöhegrabens, der über den Scheidbach und den Wartenbach in die Wieslauter entwässert;
- im Osten und Südosten an das des Horbachs, der in die Wieslauter mündet;
- im Süden an das des Pfaffenbachs, der in den Horbach mündet;
- im Südwesten an das des Bachs von der Kuhquelle, der in die  Wieslauter mündet;
- ansonsten an das der Wieslauter direkt.

Fast das gesamte Einzugsgebiet ist geschlossen bewaldet. Die höchste Erhebung ist die 445,2 m erreichende Wetthöhe im Norden des Einzugsgebiets.

## Natur und Umwelt

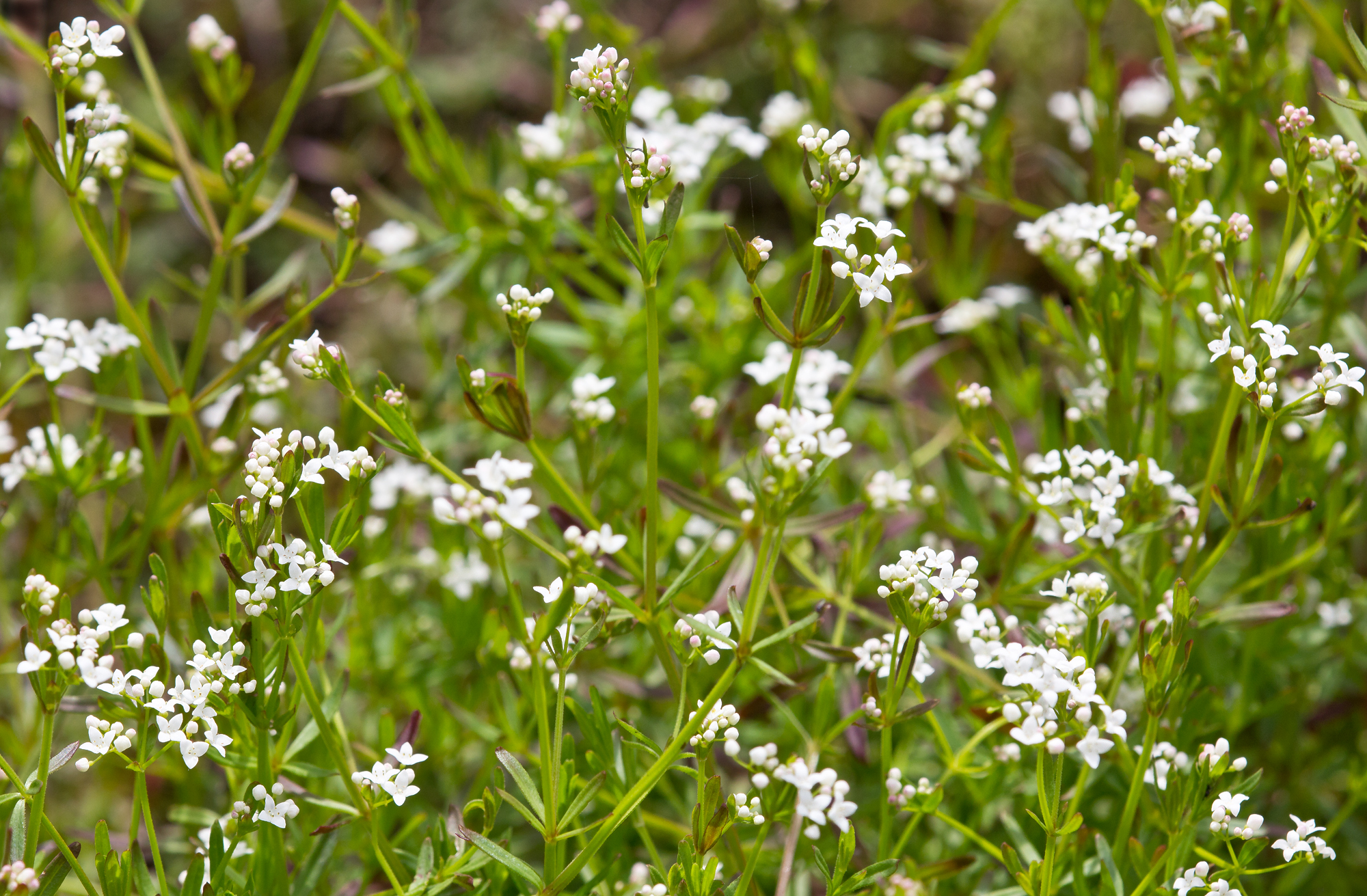
Das Sumpf-Labkraut

Im unmittelbaren Talbereich des Lembachs befinden sich ausgedehnte Schlagfluren und Vorwaldgehölze. Sein Lauf wird mehrmals durch Stauungen unterbrochen. 
Im Bereich seiner Aue wachsen vor allem Schwarzerlen; unten in der Krautschicht gedeihen dort u. a. der Flutende Schwaden, der Aufrechte Igelkolben, die Flatter-Binse, der Ufer-Wolfstrapp, das Sumpf-Labkraut, die Gemeine Waldsimse, die Gelbe Schwertlilie und das Gegenblättrige Milzkraut.